# Hiéroglyphe égyptien S2
L'Hedjet et corbeille, en hiéroglyphes égyptiens, sont classifiés dans la section S « Couronnes, vêtements, sceptres, etc. » de la liste de Gardiner ; cet hiéroglyphe y est noté S2.

## Représentation
Il représente la couronne blanche hedjet de Haute-Égypte (hiéroglyphe égyptien S1) sur une corbeille (hiéroglyphe égyptien V30). La couronne hedjet peut être décorée de la tige recourbé en spirale khabet. Il est translittéré ḥḏt.

## Utilisation
| T3 | t | S2 |

| T3 | t | S2 |

C'est un déterminatif des termes désignant la couronne Hedjet.

## Exemples de mots
| M26 | s | S2 |

| M26 | s | S2 |

| G36 · r | r · t | S2 |

| G36 · r | r · t | S2 |

| mi | z | w&t | S2 |

| mi | z | w&t | S2 |